# Tetrapolynema mexicanum
Tetrapolynema mexicanum är en stekelart som beskrevs av Dmitriy Alekseevich Ogloblin 1946. Tetrapolynema mexicanum ingår i släktet Tetrapolynema och familjen dvärgsteklar. Inga underarter finns listade i Catalogue of Life.